# Guaminí (kommunhuvudort i Argentina)
Guaminí är en kommunhuvudort i Argentina.   Den ligger i provinsen Buenos Aires, i den centrala delen av landet, 400 km sydväst om huvudstaden Buenos Aires. Guaminí ligger 110 meter över havet och antalet invånare är 2 845. Den ligger vid sjön Laguna del Monte.
Terrängen runt Guaminí är platt. Runt Guaminí är det mycket glesbefolkat, med 2 invånare per kvadratkilometer..
Trakten runt Guaminí består till största delen av jordbruksmark.